# Wilhelm Bittorf
Wilhelm Bittorf (* 1929 in Hildburghausen; † 26. November 2002 in Hamburg) war ein deutscher Journalist und Dokumentarfilmer.

## Leben
Wilhelm Bittorf wurde in Hildburghausen (im fränkisch geprägten Süden Thüringen) geboren, wo er auch aufwuchs. Nach der Schule machte er dort eine Lehre als Automechaniker. Mit 19 Jahren flüchtete er 1948 aus der damaligen Sowjetischen Besatzungszone in den Westen, wo er sein Abitur nachholte. Danach volontierte er beim Wuppertaler Generalanzeiger. Bereits 1951, also mit knapp 23 Jahren, arbeitete er für den Spiegel, damals noch mit Sitz in Hannover. Er blieb dem Spiegel – mit Unterbrechungen für längere Filmarbeiten – bis 1996 treu. Ab Mitte der 1950er Jahre arbeitete Bittorf auch für Hörfunk und Fernsehen. Ab 1961 war er ständiger Mitarbeiter der SDR-Dokumentarfilmabteilung. Als Dokumentarfilmer gehörte er der Stuttgarter Schule an.
Bittorf drehte viele Dokumentarfilme für die Reihe „Zeichen der Zeit“. Er entwickelte daneben die Fernsehreihen „Miterlebt“ (1967) und „Kundschafter“ (1975). Nach 1975 war er nur noch gelegentlich für den SDR tätig. Sein Fokus lag nun wieder auf seiner Arbeit als schreibender Journalist. Zum Fernsehen nahm er eine durchaus kritische Haltung ein, da das noch junge Medium in seinen Augen zunehmend an Oberflächlichkeit litt. Bittorf beschäftigte sich journalistisch mit einer großen Bandbreite von Themen: in seinen Texten und Filmen widmete er sich zum Beispiel Freud oder Darwin, dem amerikanischen Bürgerkrieg, Jugendrevolten oder der Schlacht bei Skagerrak. Mit fortschreitendem Alter brachte Bittorf in seiner journalistischen Arbeit zunehmend seine Sympathie für die Friedensbewegung zum Ausdruck und kommentierte ihre Proteste und Aktionen.
1973 erhielt Bittorf den Adolf-Grimme-Preis mit Bronze für seinen Dokumentarfilm Die Briten kommen. Für seine Reportage Die Habichte sind im Nest im Spiegel wurde er 1984 mit dem Egon-Erwin-Kisch-Preis ausgezeichnet. Bittorf lebte mit seiner Frau, der stern-Fotografin Karin Rocholl in Hamburg. 2002 starb er dort im Alter von 72 Jahren an Herzversagen. Er litt zuvor an einer seltenen Form der Parkinsonschen Krankheit.

## Filmografie (Auswahl)
Bittorf hat zahlreiche Fernsehdokumentationen und Magazinbeiträge verfasst und in unterschiedlichem Umfang mitgestaltet:
- Gefühle und so… Beobachtungen aus der Schlagerindustrie (1961)
- Burschenherrlichkeit. Beobachtungen bei schlagenden Studenten („Zeichen der Zeit“, 1962)
- Saison in Wallhall. Beobachtungen bei den Festspielen in Bayreuth (zusammen mit Helmut Greulich, „Zeichen der Zeit“, 1962)
- Die unzufriedenen Frauen – Beobachtungen beim gleichberechtigten Geschlecht (zusammen mit Helmut Greulich, „Zeichen der Zeit“, Buch und Regie, 1963)
- Tod und Spiele. Beobachtungen beim 24-Stunden-Rennen in Le Mans („Zeichen der Zeit“, 1963)
- Die Borussen kommen. Beobachtungen bei der Bundesliga („Zeichen der Zeit“, Buch und Regie, 1964)
- Der Autokult (Buch und Regie, „Zeichen der Zeit“, 1964)
- Der amerikanische Bürgerkrieg (3 Teile, zusammen mit Helmuth Rompa, 1965)
- Wahlkampf. Beobachtungen in den Wochen der Entscheidung (zusammen mit Helmuth Rompa, „Zeichen der Zeit“, 1965)
- Entscheidung (zusammen mit Helmuth Rompa, „Zeichen der Zeit“, 1965)
- Madison Avenue. Beobachtungen im Werbegeschäft („Zeichen der Zeit“, 1965)
- Beat auf dem Lande. Liverpool-Rhythmus in der Leberkäs-Region. (1966)
- Der Untergang der Graf Bismarck – Reportage einer Zechenschließung (Buch und Regie, 1967)
- Das Kriegsspiel. Reportage eines Bundeswehr-Manövers (zusammen mit Helmuth Rompa, „Miterlebt“, 1967)
- Der Zehnkampf („Miterlebt“, 1967)
- Die Rixdorfer. Rixdorfer Drucke („Miterlebt“, 1967)
- Rita Tushingam. Skizzen zu einem Porträt der modernen Frau („Sie 67“, 1967)
- Frau („Sie 67“, 1967)
- Hausabbruch („Notizen vom Nachbarn“, 1970)
- Zimmermanns Jagd. Beobachtungen zu der Sendung „Aktenzeichen XY…ungelöst“ („Zeichen der Zeit“, 1970)
- One Step away („Mit eigenen Augen“, 1970)
- Ein Unfall („Notizen vom Nachbarn“, 1971)
- Wer hat Marilyn Monroe umgebracht? („Tatsachen über Legenden“, 1972)
- Der Krieg der Geschlechter (3 Teile, 1973)
- Sigmund Freud („Große Deutsche“, 1974)
- Unternehmen Nordseeöl („Kundschafter“, 1975)
- Rauchen oder nicht rauchen. Dokumentation über Rauchen und Rauchschäden („Kundschafter“, 1975)
- Und werdet die Wahrheit erkennen. Geheimdienst CIA und die grauen Zonen der US-Weltpolitik („Kundschafter“, 1975)
- Der heiße Ritt („Kundschafter“, 1975)
- Vergewaltigt – Frauen sagen aus (zusammen mit Sabine Brühning, 1975)
- Der Staat des Papstes (zusammen mit Artur Müller, 1976)
- Die Kinder des Rock. Erfahrungen und Erinnerungen von Rockmusik-Fans zwischen 14 und 40 (1976)
- Bringt eure Köpfe mit! Das Ruhr-Revier nach dem Ende der Steinkohlenzeit (Buch und Regie, 1978)
- Wildpferd-Jagd. Mustangs, Mustangfänger und der Rest des Wilden Westens (1979)
- Der Mann auf dem Gipfel. Skizzen auf dem Leben des Bergsteigers Reinhold Messner (1980)
- Der Handstreich am K2. Reinhold Messner berichtet von seiner Expedition zum schwierigsten Berg der Erde (1980)
- Die Feindfahrt von U 96. Wie aus Buchheims Kriegsroman „Das Boot“ ein Film gemacht wird (1981)
- Regenbogenkämpfer. Die Kampagnen von Greenpeace (zusammen mit Ulrich Pfau, 1982)
- Die unendliche Geschichte. Ein Kultbuch wird verfilmt (zusammen mit Ulrich Pfau, 1984)

- Wiedersehen in Hildburghausen (Buch, 1996)

## Werke
- Nachrüstung – der Atomkrieg rückt näher. Rowohlt, Reinbek bei Hamburg 1999, ISBN 3-499-33020-2.
- Automation: Die 2. industrielle Revolution. Leske Verlag, Darmstadt 1956.
- Die brüllende Strasse – Der Kampf um die PS, das grosse Abenteuer unserer Zeit. Zusammen mit Heinz-Jürgen Plathner,  Leske Verlag, Darmstadt 1954.

### Artikel
- Vatikan: Im Staat des Stellvertreters. In: Geo-Magazin. Hamburg 1979,11, S. 136–156.  Informativer Erlebnisbericht.    ISSN 0342-8311